# Famille de Cotentin de Tourville
 (avril 2023).
Si vous disposez d'ouvrages ou d'articles de référence ou si vous connaissez des sites web de qualité traitant du thème abordé ici, merci de compléter l'article en donnant les références utiles à sa vérifiabilité et en les liant à la section « Notes et références ».
En pratique : Quelles sources sont attendues ? Comment ajouter mes sources ?
La famille de Cotentin (ou Costentin) de Tourville est une famille de la noblesse française, originaire de Tourville-sur-Sienne en Normandie, éteinte au XVIIIe siècle.
Elle s'est illustrée avec Anne Hilarion de Costentin de Tourville.

## Histoire
La famille de Cotentin de Tourville est originaire de Tourville-sur-Sienne, terre dont elle a pris le nom. Elle est d'extraction chevaleresque,,.

## Filiation
- Guillaume de Costentin, chevalier, seigneur de Tourville-sur-Sienne, seigneur de Gratot, de Heugueville et de Nicorps, marié avec Anne de Bricqueville
  - Thomas de Costentin
    - Philippe de Costentin, seigneur de Tourville, du Breuil et de Heugueville.
      - Nicolas de Costentin, seigneur de Tourville, du Breuil et de Heugueville, marié en 1392 avec Marie de Surtainville
        - Jean de Costentin, seigneur de Tourville, du Breuil et de Heugueville
          - Nicolas de Costentin, écuyer , seigneur de Tourville, mort après 1516, marié en 1452 avec Jeanne Le Maître
            - Nicolas de Costentin, seigneur de Tourville, marié en 1516 avec Marguerite Escoulant
              - François de Costentin, seigneur de Tourville, décédé avant 1585, marié en 1553 avec Anne de La Haye-Huë
                - Jean de Costentin, mort entre 1618 et 1624, marié en 1583 avec Charlotte Goeslard
                  - Nicolas de Costentin, sieur de Coutainville-Agon, né en 1598, capitaine de la ville de Coutances
                    - Robert de Costentin, seigneur du Val, gouverneur de Coutances, marié en 1637 avec Marguerite de Roncherolles, sans postérité masculine
                    - Jacques de Costentin, seigneur de Coutainville (1629-1664), maître des requêtes et gouverneur de Coutances, marié en 1654 avec Geneviève Charpentier
                      - Nicolas Gilles de Costentin, seigneur de Coutainville (1656-1681) marié en 1680 avec Geneviève de Briou († 1689)
                        - Nicolas Charles César de Cotentin, marquis de Tourville, seigneur de Coutainville (1682 – avant 1716), colonel des dragons, marié en 1702 avec Charlotte Marguerite Huguet de Montaran († après 1724), sanspostérité

                - Guillaume de Costentin, seigneur de Tourville, gouverneur de Coutances, marié en 1597 avec Renée de Romilly, née vers 1559
                  - César de Costentin de Tourville, comte de Tourville et de Fimes († 1647, inhumé le 27 avril 1647, gentilhomme du duc de Saint-Simon, capitaine d'une compagnie d'ordonnance, premier gentilhomme du roi Louis XIII puis chambellan du prince de Condé, marié en 1630 avec Lucie de La Rochefoucauld (1602-1761), dame d'honneur de Charlotte de Montmorency, duchesse douairière de Condé de 1640 à 1650
                    - François César de Costentin, comte de Fismes (1635-1697), marié en 1663 avec Jeanne Le Sauvage († 1703)
                      - Jean-Baptiste de Costentin, comte de Tourville, seigneur de Coutainville, de Vauville et de Saint-Germain-le-Vicomte, (1687-1751), marié en 1711 avec Renée de Camprond (†  1772)
                        - Anne Hilarion de Costentin, comte de Tourville (1718-1773), marié en 1754 avec Elisabeth Madeleine Hélène de Camprond.
                        - Louis François René de Costentin (1722- ?), lieutenant de vaisseau.

                    - Anne Hilarion de Costentin de Tourville, comte de Tourville (1642-1701), vice-amiral de France 1689 , lieutenant-général de la province de Bretagne, maréchal de France, marié en 1690 avec Louise Françoise Laugeois (1660-1707)
                      - Louis Alexandre de Cotentin (1690-1712), officier.

## Personnalités
- César de Costentin de Tourville († 1647), officier et conseiller d'État ;
- Anne Hilarion de Costentin de Tourville (1642-1701), maréchal de France et chevalier de Saint-Michel.

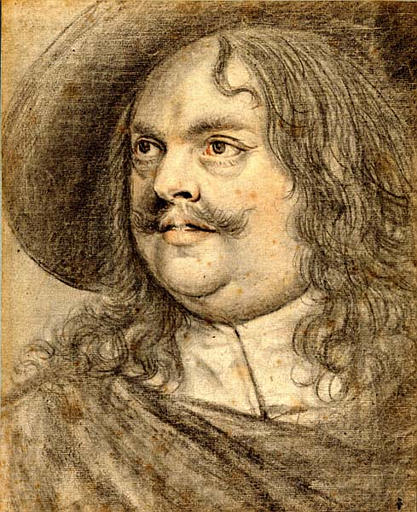
César de Costentin de Tourville, portrait par Robert Nanteuil.
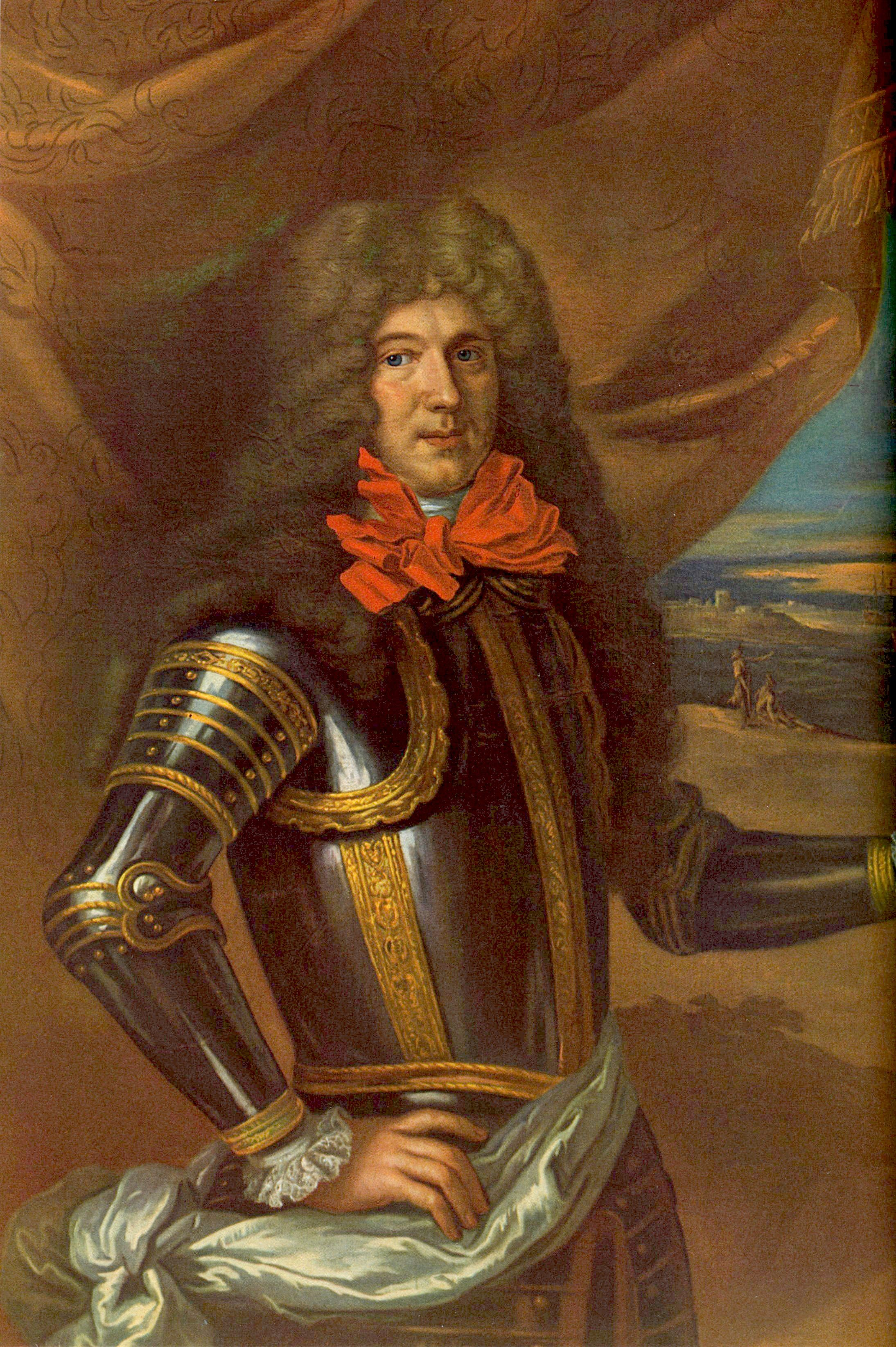
Anne Hilarion de Costentin de Tourville, portrait anonyme.

## Alliances
Les principales alliances de la famille de Cotentin de Tourville sont :

## Armoiries
La famille de Cotentin de Tourville porte : De gueules à un dextrochère d'argent mouvant du flanc senestre et tenant une épée du même, le bras surmonté d'un casque panaché taré de profil, aussi d'argent. 
